# Fushigi yûgi - Genbu kaiden - Gaiden - Kagami no miko
Fushigi yûgi - Genbu kaiden - Gaiden - Kagami no miko (ふしぎ遊戯 玄武開伝 外伝 鏡の巫女? lett. "Il gioco misterioso - La leggenda di Genbu - Gaiden - La sacerdotessa dello specchio") è un videogioco che riprende le avventure di Takiko e Rimdo del manga Fushigi yûgi Special.
Gli eventi narrati si svolgono prima di Fushigi yûgi, quindi il gioco esattamente come il fumetto rappresenta un prequel rispetto alla prima serie.

## Panoramica
Il videogioco è un RPG per PlayStation 2, di cui è stata realizzata una versione per PSP. Entrambe non sono state tradotte all'estero ed esistono solo in giapponese.
È uscita in Giappone anche l'edizione per Nintendo DS, che racchiude in versione ridotta entrambi i capitoli del gioco.

## Colonna sonora
Da questo videogioco è stato tratto un mini CD contenente le sigle di apertura e di chiusura. I due brani si intitolano Towa no hana (lett. "Fiore eterno") e Cross (lett. "Attraversare") e sono eseguiti da Chihiro Yonekura, cantante che ricordiamo per le sigle di altri anime tra cui Gundam MS08, Hoshin Engi e Rave - The Groove Adventure. Nel mini CD si trovano altri due brani: Distance (lett. "Distanza"), più la versione strumentale di Towa no hana.

## Artbook
Dedicato a questo videogioco è stato pubblicato un artbook (libro di illustrazioni) intitolato Fushigi yûgi - Genbu kaiden - Gaiden - Kagami no miko - Visual Fan Book, con le schede sui personaggi e le informazioni sul gioco e sulla trama.